# Кнебба
Кнебба (англ. Cnebba) — король англов, сын Икела.
В 538 году Кнебба стал королём британских англов и также как и его отец, он продолжал служить королям Кента. В 568 году он вместе с королём Эссекса Эсквином бился против Уэссекса в битве при Виббандуне, где и погиб.